# Hamry nad Sázavou
Hamry nad Sázavou jsou obec v okrese Žďár nad Sázavou v Kraji Vysočina. Žije zde přibližně 1 600 obyvatel. Většina území obce leží na Moravě, malý pruh souše podél levého břehu Sázavy se nachází v Čechách (historická zemská hranice prochází středem říčního koryta).
Nad obcí od roku 1953 prochází železniční trať Havlíčkův Brod - Brno, na které je zřízena zastávka Hamry nad Sázavou. Původní trať procházela zastavěným územím obce a její zbytky jsou v terénu částečně patrné. Obcí prochází silnice první třídy č. I/19.

## Historie
První písemná zmínka o obci pochází z roku 1470. Původně se jednalo o dvě obce, jimiž byla Dolní Hamry a Najdek. K jejich sloučení v jednu obec došlo k 17. květnu 1954 výměrem ONV ve Žďáře z 1. dubna 1954. Od 1. července 1980 do 30. června 1990 byla obec spolu se svými částmi Najdek a Šlakhamry součástí města Žďár nad Sázavou.

## Obyvatelstvo
| Rok            | 1869 | 1880 | 1890 | 1900 | 1910 | 1921 | 1930 | 1950 | 1961 | 1970 | 1980 | 1991 | 2001 | 2011 |
| Počet obyvatel | 844  | 857  | 825  | 778  | 758  | 743  | 738  | 760  | 934  | 1065 | 1191 | 1200 | 1212 | 1455 |

## Školství
- Základní škola a Mateřská škola Hamry nad Sázavou

## Pamětihodnosti
- kamenný most přes řeku Sázavu z přelomu 18. a 19. století
- přírodní památka Rozštípená skála
- několikerá boží muka
- Brdíčkův mlýn, v něm expozice hamernictví Technického muzea Brno
- betonové sochy Michala Olšiaka ve volné krajině:
  - hlava mamuta poblíž Rozštípené skály[7]
  - Hamroň

## Galerie

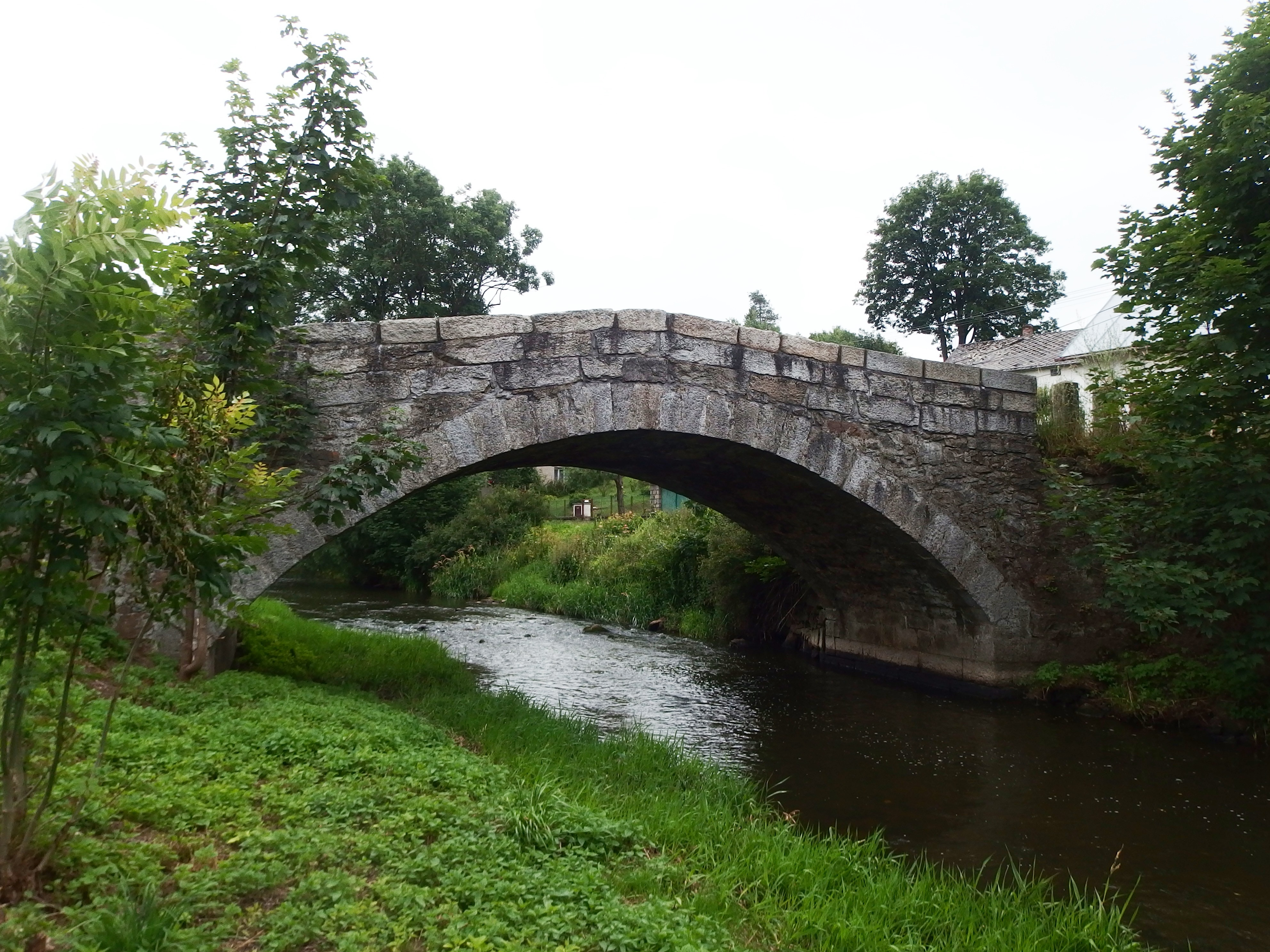
Kamenný most
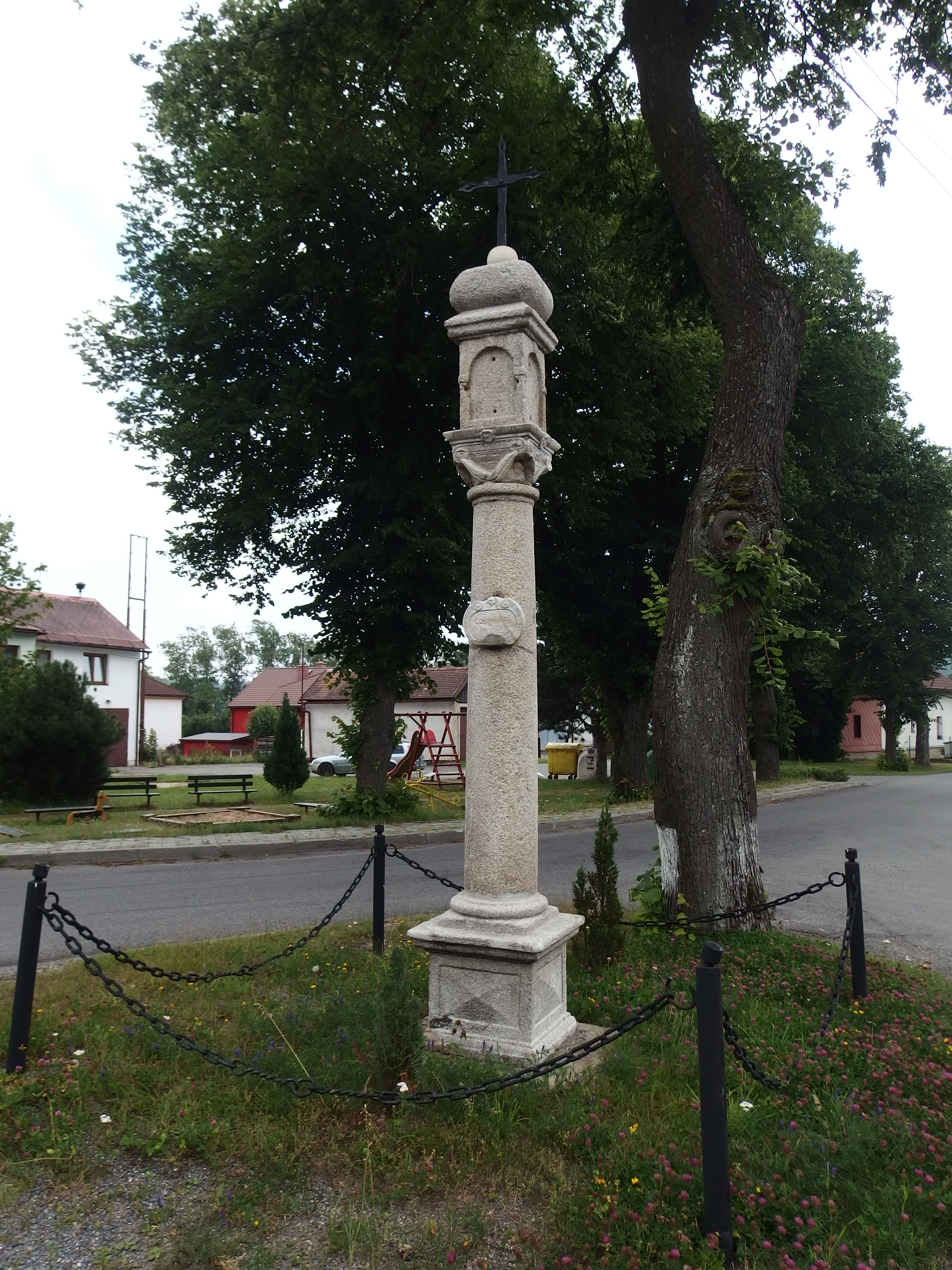
Jedna ze tří památkově chráněných božích muk
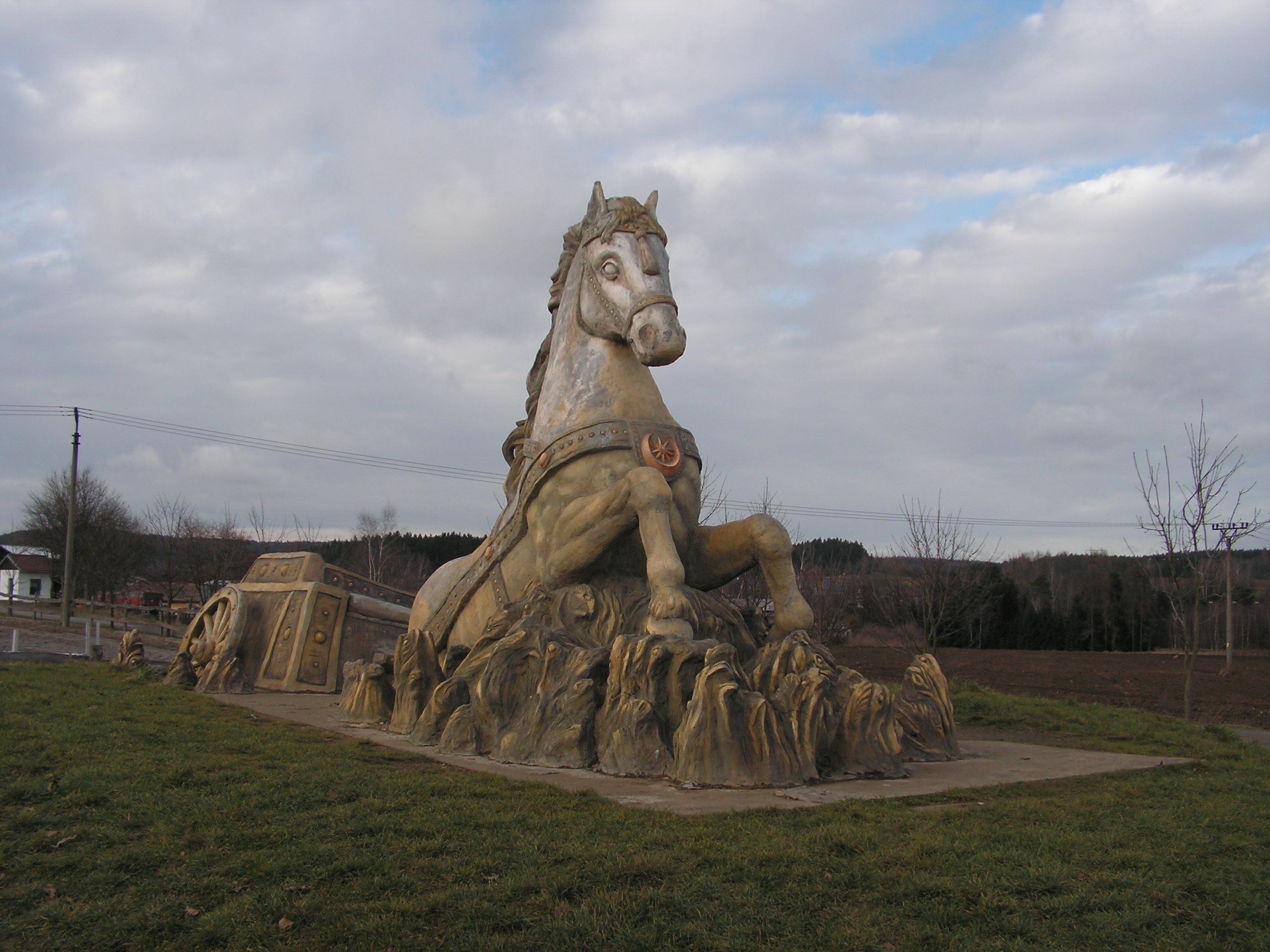
Socha koňského spřežení
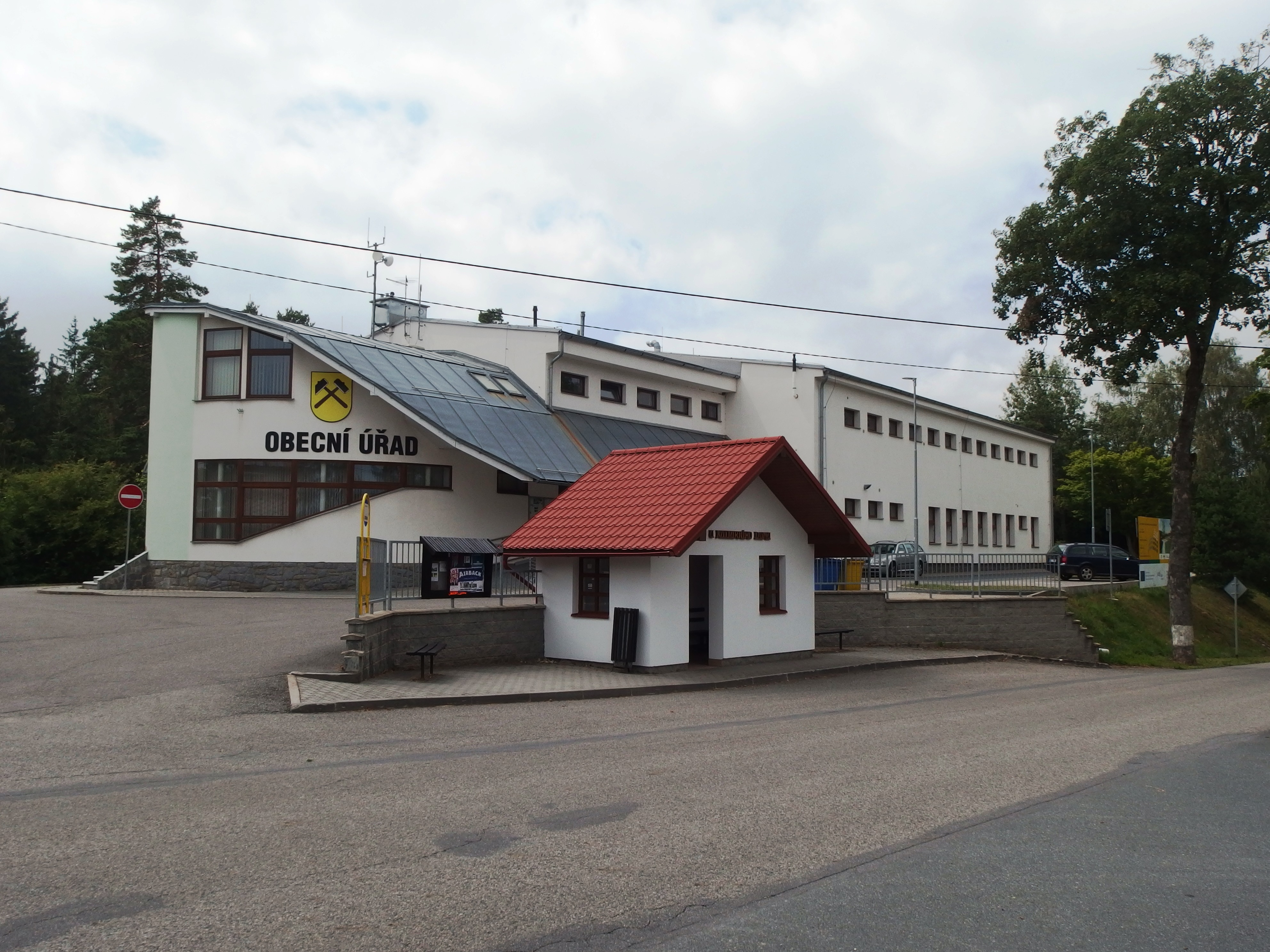
Obecní úřad
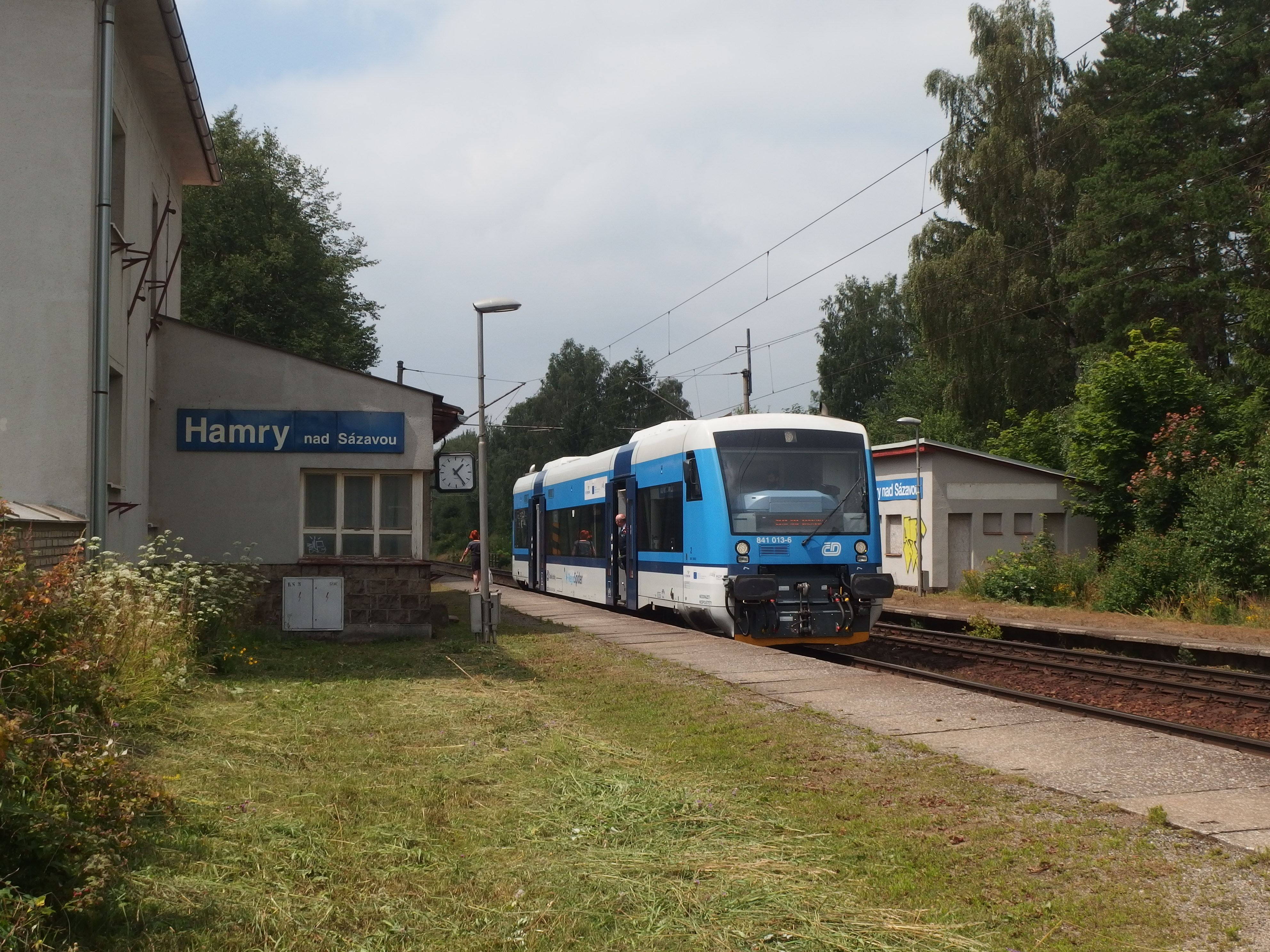
Železniční zastávka

## Osobnosti
- Mons. Ladislav Simajchl (1922–2010), rodák, římskokatolický kněz, kazatel, spisovatel a editor Společného kancionálu českých a moravských diecézí

## Části obce
- Hamry nad Sázavou, spojující dřívější Horní Hamry (dříve Frendl nebo Frendlov, něm. Frendlhammer) a Dolní Hamry (dříve Fiklův hamr nebo Fiklov, něm. Flieglhammer)[8][9]
- Najdek
- Šlakhamry